# Robert Aubry
Robert Aubry (ur. 4 maja 1931 w Paryżu) – francuski kolarz przełajowy i szosowy, brązowy medalista przełajowych mistrzostw świata.

## Kariera
Największy sukces w karierze Robert Aubry osiągnął w 1960 roku, kiedy zdobył brązowy medal w kategorii elite podczas przełajowych mistrzostw świata w Tolosie. W zawodach tych wyprzedzili go jedynie Rolf Wolfshohl z RFN oraz Szwajcar Arnold Hungerbühler. Był to jednak jedyny medal wywalczony przez niego na międzynarodowej imprezie tej rangi. Był też między innymi jedenasty na mistrzostwach świata w Edelare w 1957 roku. W 1960 roku zdobył srebrny medal przełajowych mistrzostw kraju. Startował także na szosie, zajmując między innymi drugie miejsce w klasyfikacji generalnej wyścigu Dookoła Maroka w 1960 roku. Nigdy nie wystąpił na igrzyskach olimpijskich. W 1962 roku zakończył karierę.